# Déville-lès-Rouen

Déville-lès-Rouen este o comună în departamentul Seine-Maritime, Franța. În 1 ianuarie 2022 avea o populație de 10.690 de locuitori.